# Bactridium obscurum
Bactridium obscurum es una especie de coleóptero de la familia Monotomidae.

## Distribución geográfica
Habita en Indiana (Estados Unidos).